# Rugby San Donà 2017-2018

## Eccellenza 2017-18

### Stagione regolare
| Incontro                 | Andata | Ritorno |
| ------------------------ | ------ | ------- |
| Viadana — San Donà       | 29-20  | 8-38    |
| San Donà — I Medicei     | 43-17  | 17-13   |
| San Donà — Rovigo        | 24-17  | 3-24    |
| S.S. Lazio — San Donà    | 20-27  | 0-51    |
| San Donà — Mogliano      | 36-7   | 34-23   |
| Calvisano — San Donà     | 33-18  | 19-24   |
| San Donà — Petrarca      | 14-22  | 14-16   |
| Fiamme Oro — San Donà    | 27-21  | 29-20   |
| San Donà — Reggio Emilia | 29-21  | 20-26   |

#### Risultati della stagione regolare
| Posizione | G  | V  | N | P | PF  | PS  | DP   | B | Pt |
| --------- | -- | -- | - | - | --- | --- | ---- | - | -- |
| 6ª        | 18 | 10 | 0 | 8 | 453 | 351 | +102 | 9 | 49 |

## Trofeo Eccellenza 2017-18

### Prima fase

#### Girone 1
| Incontro                 | Andata | Ritorno |
| ------------------------ | ------ | ------- |
| San Donà — Reggio Emilia | 19-17  | 31-29   |
| Mogliano — San Donà      | 13-27  | 27-24   |

##### Risultati del girone 1
| Posizione | G | V | N | P | PF  | PS | DP  | B | Pt |
| --------- | - | - | - | - | --- | -- | --- | - | -- |
| 1ª        | 4 | 3 | 0 | 1 | 101 | 86 | +15 | 4 | 16 |

### Finale
| Incontro              | Risultato |
| --------------------- | --------- |
| San Donà — Fiamme Oro | 24-0      |

## Verdetti
- San Donà vincitore del Trofeo Eccellenza 2017-2018.